# 15-й авиационный полк ВВС Балтийского флота
15-й авиационный полк ВВС Балтийского флота, также может называться 15-й отдельный морской разведывательный авиационный полк ВВС Балтийского флота — воинская часть Вооружённых сил СССР в Великой Отечественной войне.

## История
Полк сформирован в апреле 1938 — августе 1938 года на основании приказов Наркомата ВМФ № 0330 и № 0331 от 25.04.1938 и № 0036 от 20.08.1938 года путём переформирования 105-й морской тяжёлой бомбардировочной авиационной бригады в составе ВВС Балтийского флота в районе Ленинграда.
Принимал участие в Зимней войне.
В составе действующей армии во время ВОВ c 22 июня 1941 по 19 марта 1943 года.
На 22 июня 1941 года в составе полка были 18-я , 19-я, 22-я и 85-я эскадрильи, а также два корабельных звена «КР „М. Горький“ и ЛК ЛК»" — 4 КОР-1 и «КР Киров»" — 2 КОР-1. Полк насчитывал в своём составе 34 МБР-2, 5 Че-2, 6 КОР-1, 6 У-2. Базировался на аэродромах Гора Валдай, Вейно, Ораниенбаум.
Ведёт боевые действия с первых дней войны. Так 15 июля 1941 года полк в течение дня бомбардировал и штурмовал танки противника в районах Ивановское, Сабек, Поречье, Волосово и озеро Долгое. 7 августа 1941 года самолёты полка провели разведку погоды по маршруту бомбардировщиков, которым предстояло совершить первый вылет на Берлин с острова Сааремаа, и затем, в течение августа 1941 года самолёты полка в том числе осуществляли разведку для полётов на Берлин и были задействована в спасении лётчиков с подбитых бомбардировщиков в Балтийском море. Также полк был задействован в разведке и нанесению бомбовых ударов по сухопутным войскам на подступах к Ленинграду.
В сентябре 1941 года полк был переформирован и с этого времени в его состав входили 41-я, 44-я, 58-я и 85-я отдельные эскадрильи. С мая 1942 года в состав полка входили 25-я, 44-я, 52-я и 58-я эскадрильи.
Базировался на аэродроме Борки, всё время боевых действий на вооружении полка состояли МБР-2 и У-2.
Действовал под Ленинградом и на Ладоге до переформирования, в основном был задействован в разведке, так 25 мая 1942 года обнаружил вражеский конвой у острова Гогланд. Полк назывался морским разведывательным и до его официального переформирования в марте 1943 года.
19 марта 1943 года на базе личного состава полка и 26-й разведывательной авиационной эскадрильи был сформирован 15-й отдельный морской разведывательный авиационный полк ВВС Балтийского флота.

## Полное наименование
15-й авиационный полк ВВС Балтийского флота

## Подчинение
Всё время боевых действий подчинялся Управлению ВВС Балтийского флота.

## Командиры
- полковник Д. Ф. Бортновский, 1939 — 29.09.1941
- майор А. В. Арефьев, 10.41 — 19.03.1943
- подполковник Ф. А. Усачёв, 30.08.1943 — май 1945[2]